# Mariette Houyoux-Richald
Pour les articles homonymes, voir Houyoux et Richald.
 (juillet 2024).
La mise en forme du texte ne suit pas les recommandations de Wikipédia : il faut le « wikifier ».
Les points d'amélioration suivants sont les cas les plus fréquents :
- Les titres sont pré-formatés par le logiciel. Ils ne sont ni en capitales, ni en gras.
- Le texte ne doit pas être écrit en capitales (les noms de famille non plus), ni en gras, ni en italique, ni en « petit »…
- Le gras n'est utilisé que pour surligner le titre de l'article dans l'introduction, une seule fois.
- L'italique est rarement utilisé : mots en langue étrangère, titres d'œuvres, noms de bateaux, etc.
- Les citations ne sont pas en italique mais en corps de texte normal. Elles sont entourées par des guillemets français : « et ».
- Les listes à puces sont à éviter, des paragraphes rédigés étant largement préférés. Les tableaux sont à réserver à la présentation de données structurées (résultats, etc.).
- Les appels de note de bas de page (petits chiffres en exposant, introduits par l'outil «  Source ») sont à placer entre la fin de phrase et le point final[comme ça].
- Les liens internes (vers d'autres articles de Wikipédia) sont à choisir avec parcimonie. Créez des liens vers des articles approfondissant le sujet. Les termes génériques sans rapport avec le sujet sont à éviter, ainsi que les répétitions de liens vers un même terme.
- Les liens externes sont à placer uniquement dans une section « Liens externes », à la fin de l'article. Ces liens sont à choisir avec parcimonie suivant les règles définies. Si un lien sert de source à l'article, son insertion dans le texte est à faire par les notes de bas de page.
- La présentation des références doit suivre les conventions bibliographiques. Il est recommandé d'utiliser les modèles {{Ouvrage}}, {{Chapitre}}, {{Article}}, {{Lien web}} et/ou {{Bibliographie}}. Le mode d'édition visuel peut mettre en forme automatiquement les références.
- Insérer une infobox (cadre d'informations à droite) n'est pas obligatoire pour parachever la mise en page.

Pour une aide détaillée, merci de consulter Aide:Wikification.
Si vous pensez que ces points ont été résolus, vous pouvez retirer ce bandeau et améliorer la mise en forme d'un autre article.

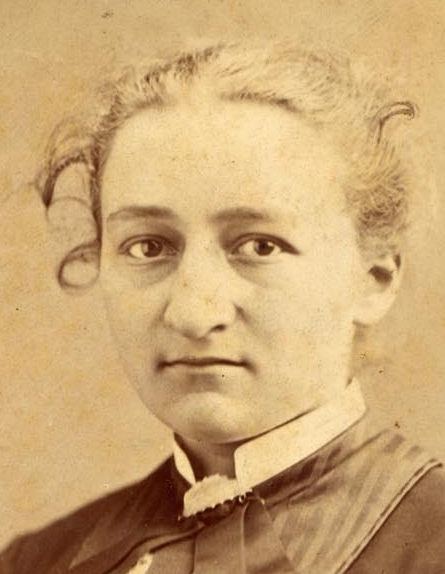
Mariette Houyoux-Richald

Mathilde Marie-Louise Théodorine Richald, dite Mariette Houyoux-Richald (Bruxelles, 7 juin 1865 - Uccle, 18 février 1921), est une féministe belge. Elle est la mère de George Houyoux et de Maurice Houyoux.

## Biographie
Elle épouse l'avocat Jean Paul Houyoux en 1884. Le couple a six enfants : trois filles (Mariette, Mathilde et Hélène) et trois garçons (Paul, Maurice et George). Louis Richald (1838-1897), son père, libéral, progressiste et franc-maçon, fut fonctionnaire à la Cour des Comptes, membre de la chambre des représentants, membre du conseil provincial du Brabant et conseiller communal de Bruxelles. Sa mère Marie-Élisabeth-Mathilde Hellinckx (1841-1913) est l’héritière de la maison Hellinckx, une quincaillerie fondée en 1839. 
Mariette Houyoux-Richald reçoit les Cours d’Éducation d'Isabelle Gatti de Gamond. A 29 ans, elle est d’abord élue secrétaire générale de la Ligue belge du droit des femmes, fondée en 1892 par Marie Popelin. Elle s’affirme dans un rôle de plus en plus politique, et privilégie l’éducation populaire comme moyen d’émancipation. En 1894, elle soutient l’Université Nouvelle, fondée en octobre à la suite d'un conflit politique à l'Université Libre de Bruxelles, et qui inscrit l'égalité des sexes à son programme. Son mari Paul Houyoux (Droit) et son père Louis Richald (Sciences politiques) y dispenseront également des cours. Elle déclare : « Toujours il y aura des gens qui ne comprendront pas que les femmes s'occupent de politique, mais instruire et moraliser ce n'est pas faire de la politique ! ».
La même année, elle organise avec Isabelle Gatti de Gamond l’ « Oeuvre des cours féminins », dans le but d’enseigner aux femmes des notions domestiques et de puériculture. Elle déclare : « Je dis que la femme n’est armée, n’est éduquée pour affronter aucune des charges qui lui incombent dans toutes ces conditions sociales si diverses. Je dis qu’elle n’est outillée ni pour ses devoirs de mère, ni pour ses devoirs d’épouse, ni pour ses devoirs de ménagère, ni enfin pour les devoirs si graves qui incombent à la femme riche, indépendante, dans la lutte pour la justice qui aura été la dominante de cette fin de siècle. Nous avons pensé qu’une lacune immense est à combler dans l’éducation féminine ».
Elle inaugure, toujours avec Gatti de Gamond, un cycle de conférences à l’École industrielle de Bruxelles, dont le but est d’affirmer les compétences des femmes sur le marché du travail. Elle poursuit également une grande campagne, entamée avec la Ligue, en faveur des employées de magasin, qui aboutira beaucoup plus tard, le 25 juin 1905, à ce que le Code du travail prescrive de leur mettre à disposition des sièges, dans une loi dite ‘loi des sièges’.
Mariette Houyoux-Richald rejoint à nouveau Marie Popelin en 1905, qui vient de fonder le Conseil national des femmes belges (CNFB), regroupant au départ trois associations, mais qui finira par en réunir douze (dont la fédération belge pour le suffrage des femmes et l’union des femmes de Wallonie). Sous l’autorité du CNFB, elle participe à divers congrès internationaux, notamment à Paris, Genève et Aberdeen, et aborde entre autres le sujet de la mortalité infantile. Lors du Troisième congrès international d'éducation familiale à Bruxelles en août 1910, à l’occasion de l’Exposition universelle, elle présentera des propositions à l’endroit des employées de maison et des gouvernantes, et  recommande « des notions très élémentaires d’hygiène pratique et de puériculture ». 
Le CNFB fonde le 23 décembre 1907 une mutualité de retraite réservée aux domestiques, ‘Vers le Progrès féminin’, qui prendra en 1909 le nom de ‘L’Espoir dans l’Avenir’, dont Mariette Houyoux-Richald intègre le conseil d'administration. Elle présidera la section ‘moralité et hygiène’ du CNFB à partir de 1912, et poursuivra en priorité l’égalité économique et civile en vue d’œuvrer pour l’intégration des femmes belges dans la vie publique. 
En 1908, la Section du livre et de la presse du CNFB lance un concours de nouvelles inédites pour les femmes de lettres belges, où Mariette Houyoux-Richald est récompensée aux côtés de Marguerite Baulu et Marguerite Coppin.
A Rome en mai 1914, elle déclare au nom du CNFB: « Il devient en effet indiscutable que le suffrage est au fond la seule revendication importante parce qu’elle entraîne toutes les autres réformes sollicitées depuis si longtemps. »
Mariette Houyoux-Richald  sera la première femme à occuper la vice-présidence de la Ligue de l’Enseignement.